# Cirro (Macedônia Antiga)

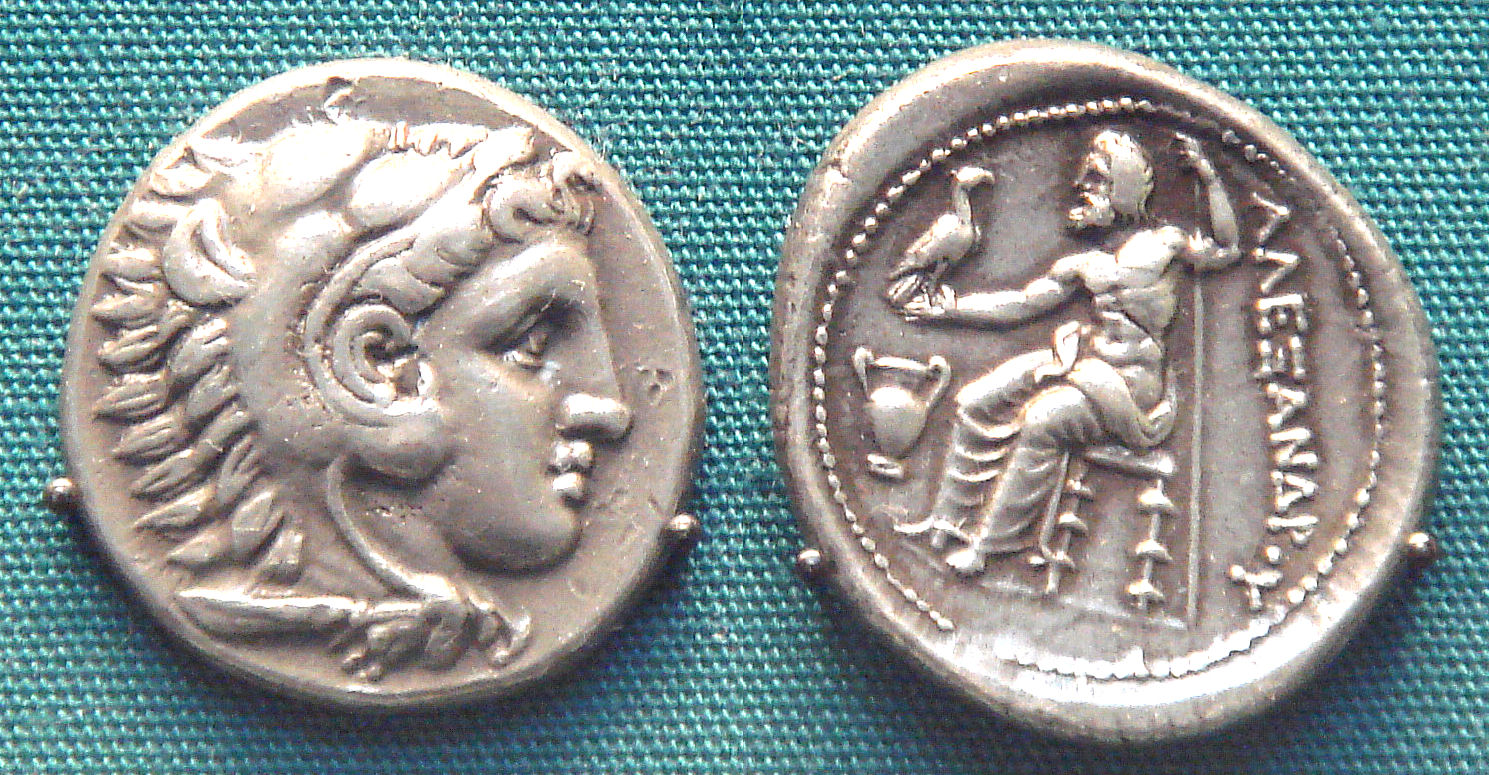
Dracma de

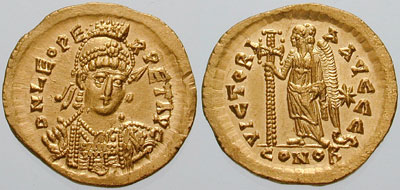
Soldo de r.

Cirro (em grego: Κύρρος; romaniz.: Cyrros; em latim: Cyrrhus) foi uma antiga cidade grega da Macedônia. Seu território beirava o de Edessa a leste, Escídra a sudoeste, Pela a sudeste, Tirissa a oeste e Europo a nordeste. Segundo um fragmento da obra de Estêvão de Bizâncio e um decreto não publicado (C3) da cidade, as localidades de Genderro e Mandarai pertenciam-a. Este decreto, relativo a obras públicas nas imediações e na ágora, configura-se como a mais antiga promulgação pública de Cirro existente.
Cirro era famosa por seu santuário dedicado a Atena Cirresta, localizado na colina de Paleocastro. A deusa patrona da cidade era Atena, para quem Alexandre, o Grande (r. 336–323 a.C.) pretendia construir um novo templo no tempo de sua morte; massa de blocos de calcário semi-acabadas e dois capiteis porosos podem indicar o início da construção. O culto a Atena Cirresta, que também é atestado epigraficamente, foi transferido para a cidade homônima fundada na Síria por Antígono Monoftalmo (r. 306–301 a.C.). Sabe-se também que eram cultuados em Cirro Ártemis Agrotera (atestada por evidência romana) e Zeus Hípsisto.
Durante a Antiguidade Tardia, o patrício Hilariano acordou uma paz com o rei ostrogótico Teodomiro que, ao lado de seu filho Teodorico, o Amal (r. 474–526), invadiram em 473 o Império Bizantino do imperador Leão I, o Trácio (r. 457–474). Segundo o acordo muitos ostrogodos seriam assentados em cidades da Macedônia, onde Cirro tornar-se-ia a nova capital do Estado federado de Teodomiro.